# Cirrochroa aoris
Cirrochroa aoris är en fjärilsart som beskrevs av Doubleday 1847. Cirrochroa aoris ingår i släktet Cirrochroa och familjen praktfjärilar. Inga underarter finns listade i Catalogue of Life.

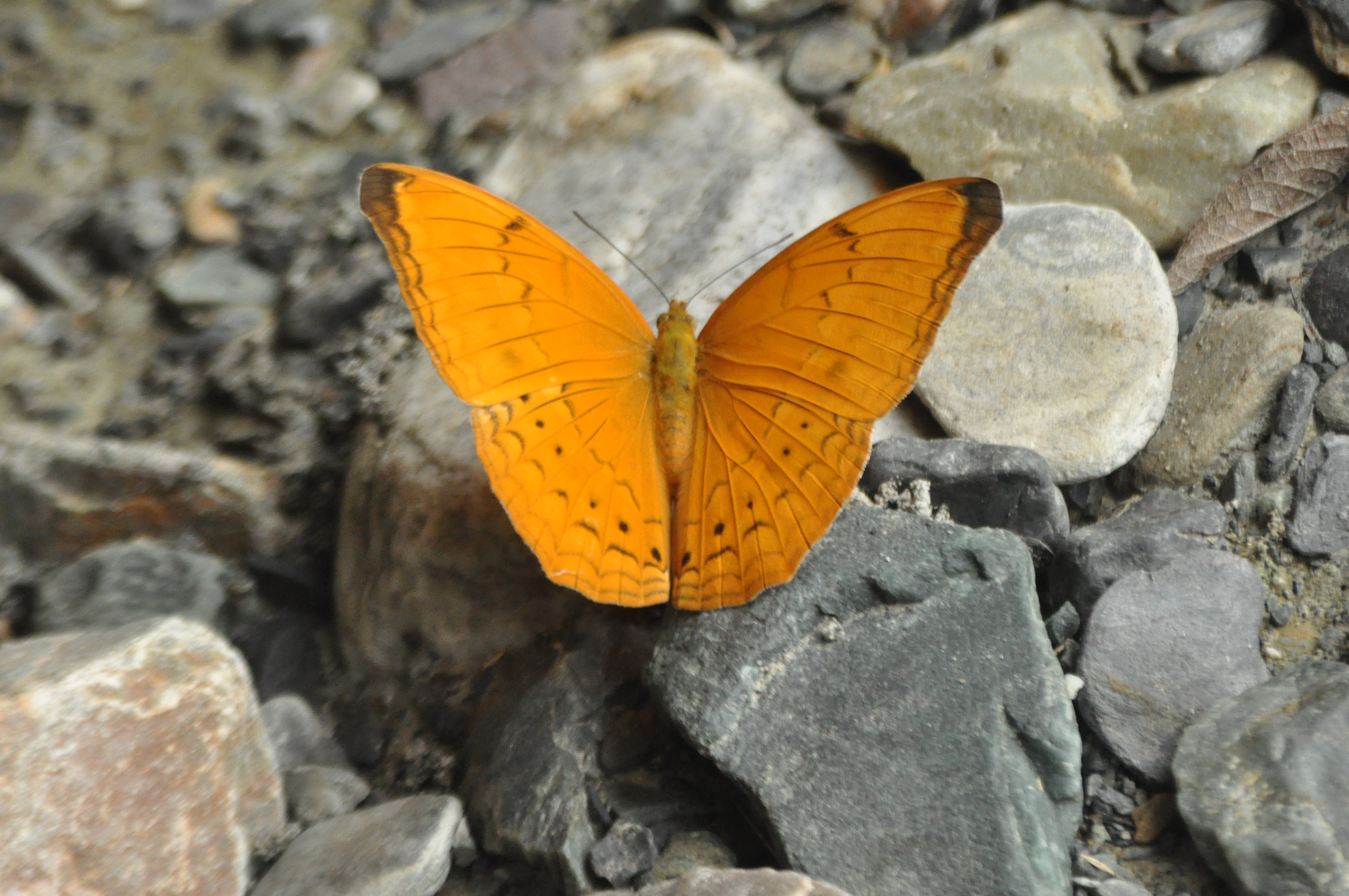